# Theristicus
Theristicus es un género de aves pelecaniformes de la familia Threskiornithidae que incluye tres especies de ibis sudamericanos conocidos vulgarmente como bandurrias.

## Especies
Se conocen tres especies y cuatro subespecies de Theristicus:
- Theristicus caerulescens (Vieillot, 1817) - Bandurria mora
- Theristicus caudatus (Boddaert, 1783) - Bandurria común 
  - Theristicus caudatus caudatus (Boddaert, 1783)
  - Theristicus caudatus hyperorius Todd, 1948
- Theristicus melanopis (Gmelin, 1789) - Bandurria de collar 
  - Theristicus melanopis branickii Berlepsch & Stolzmann, 1894
  - Theristicus melanopis melanopis (Gmelin, 1789)